# 新加坡藝術大學
新加坡藝術大學（英語：University of the Arts Singapore）是新加坡一所公帑資助的私立聯邦制大學，由南洋藝術學院和拉薩爾藝術學院以建立聯盟的方法組成。大學會在2023年第三季接受申請，並在2024年8月開學。大學會在密駝路的國家設計中心運作。
大學是新加坡的第七所大學，以及是唯一一所由公帑資助的私立大學。大學亦會擁有學位授予權。

## 外部連結
- 新加坡藝術大學 （页面存档备份，存于）